# Lönern
Lönern är en sjö på gränsen mellan Falköpings kommun och Ulricehamns kommun i Västergötland. Sjön är ca 9 km lång, har en yta på ca 5 km², ligger 240 meter över havet och dess största djup är 11 m. Den ligger en dryg mil nordöst om Ulricehamn och 2,5 mil söder om Falköping.
Ån Ätran rinner norrut genom Lönern. Vid sjöns utlopp ligger Fivlered och vid sjöns sydvästra ände ligger Lönnarp, mer känt som "Änglagård" i filmerna Änglagård och Änglagård - andra sommaren. Mindre sjöar som rinner ut i Lönern är Vinsarpasjön och Yttern.

## Djurliv i och kring Lönern
I eller vid sjön häckar storlom och fiskgjuse. Väster om sjön häckar även järpe. På senhöstarna gästar stora flockar med storskrakar sjön. Som mest har ca 720 storskrakar setts där. Ibland har gräshoppssångare och flodsångare hörts kring sjön.
Sjön är en populär fiskesjö och vid provfiske har bland annat abborre, bergsimpa, gädda och gös fångats i sjön. Tidigare har det funnits flodkräftor i Lönern, men 1987 drabbades de av kräftpest, varför signalkräftor planterades ut 1988.

## Fisk
Vid provfiske har följande fisk fångats i sjön:
- Abborre
- Bergsimpa
- Gädda
- Gös
- Lake
- Löja
- Mört

## Delavrinningsområde
Lönern ingår i delavrinningsområde (642395-137023) som SMHI kallar för Utloppet av Lönern. Delavrinningsområdets medelhöjd är 257 meter över havet och ytan är 35,02 kvadratkilometer. Räknas de 5 delavrinningsområdena uppströms in blir den ackumulerade arean 141,81 kvadratkilometer. Delavrinningsområdets utflöde Ätran mynnar i havet. Delavrinningsområdet består mestadels av skog (60 %). Avrinningsområdet har 6,1 kvadratkilometer vattenytor vilket ger det en sjöprocent på 17,4 %.

## Galleri

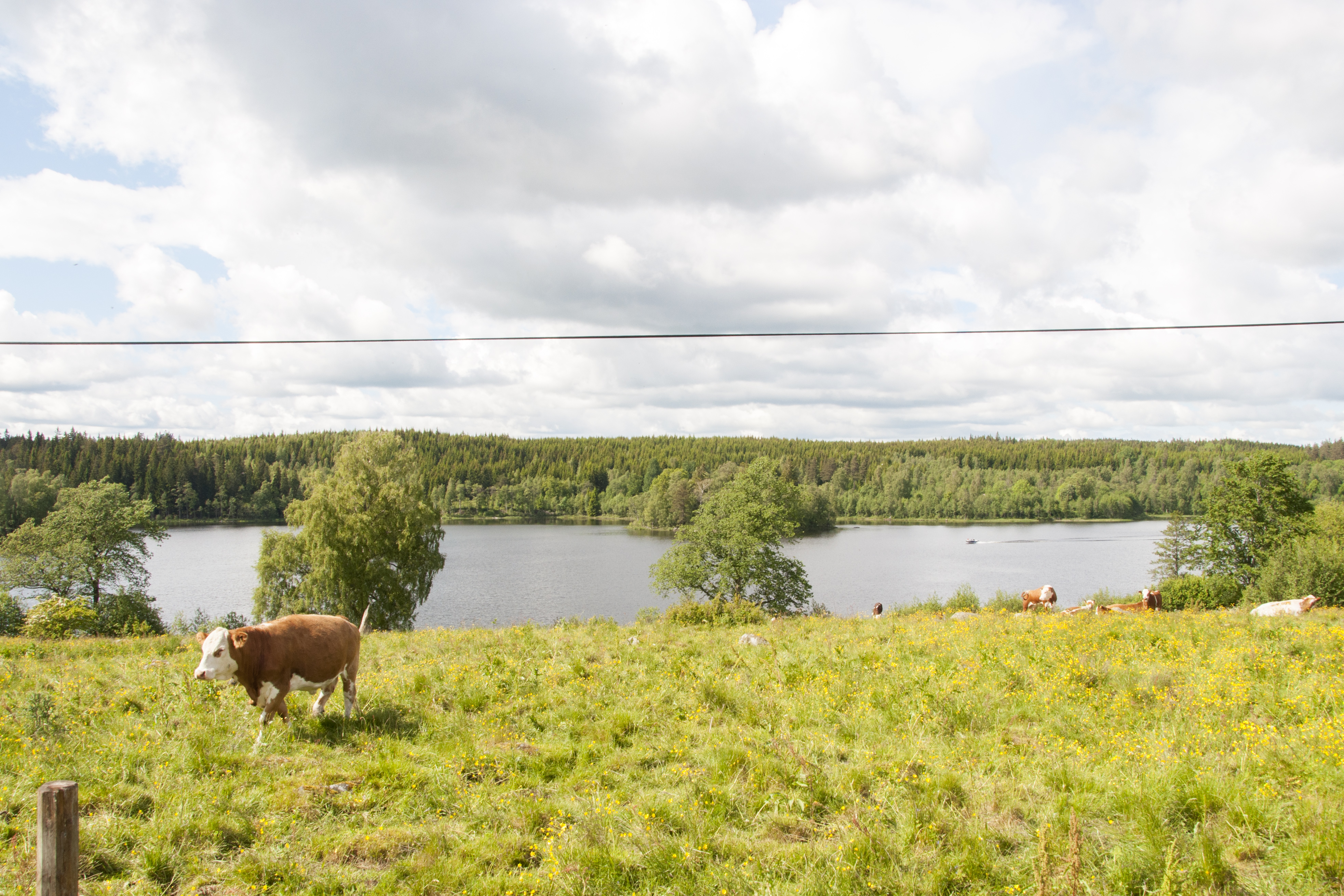
Lönern vid Baggekulla söder om sjön.
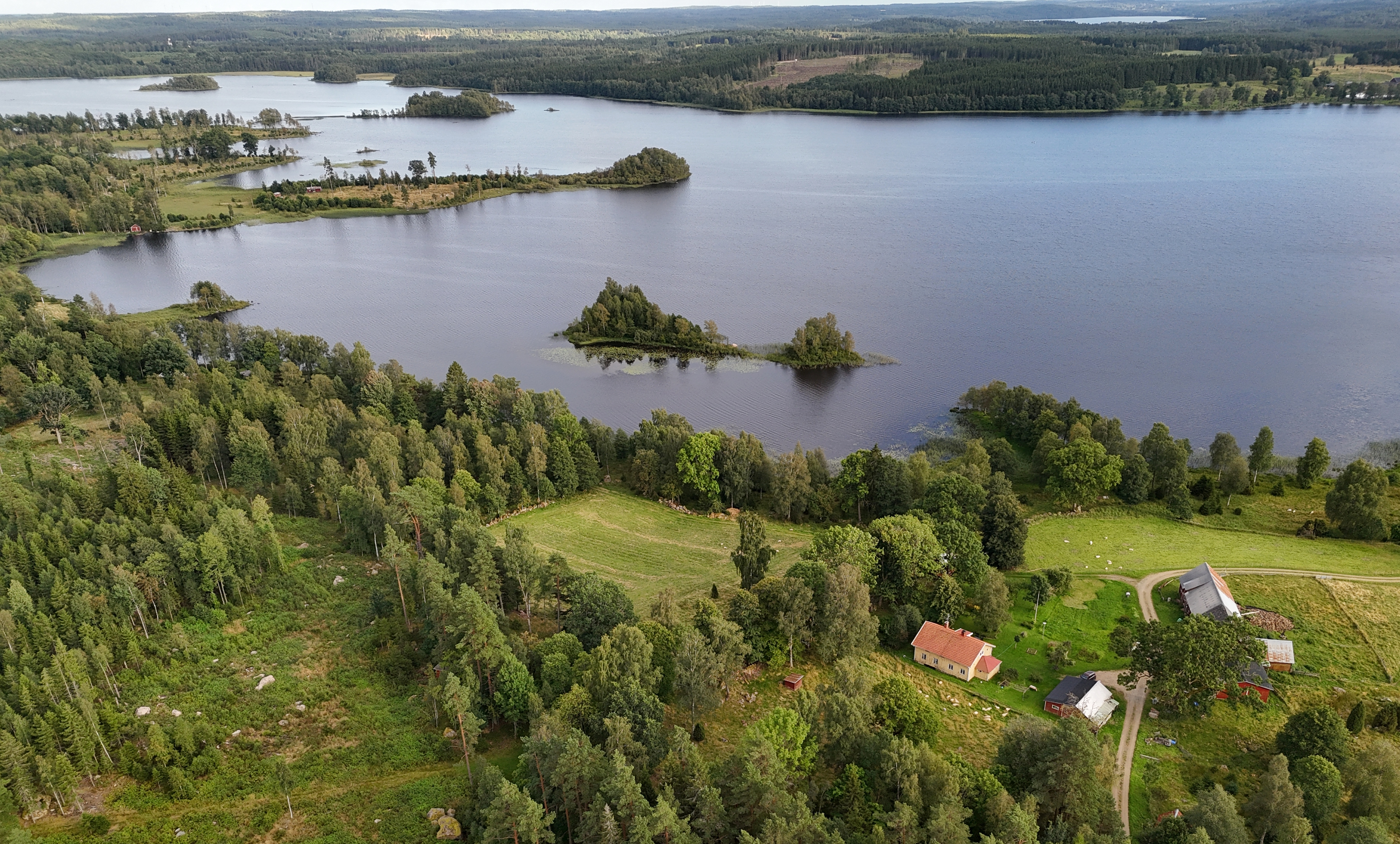
Lönern vid Goperyd med utsikt österut.